# チャドの交通
チャドの交通（チャドのこうつう）では、チャドにおける交通の概略を示す。
チャド国内の交通は全般的に貧弱で、特に国の北部と東部で顕著である。河川舟運は南西部に限定されている。鉄道も長年存在していなかったが、現在首都ンジャメナとスーダンやカメルーンを結ぶ路線が計画されている。
サハラ砂漠の広がる国の北部において、道路は砂漠を横切る単なる一本の道であり、地雷の危険性もある。多くの地域では、ウマ、ロバ、ラクダなどの輓獣が現在でも交通を支える重要なものとなっている。
首都ンジャメナを擁する国の南西部でさえ、燃料供給は不安定かつ高価であり、他の場所では燃料供給が存在しないと言っても過言ではない。

## 鉄道
ンジャメナとスーダンやカメルーンを結ぶ2路線が計画されており、2016年に着工した。2019年の時点ではどちらも開業していない。
2021年に、カメルーンからチャドへの路線のためのアフリカ開発銀行の調査へ資金が提供された。

## 高速道路
2018年の時点で、チャドには総延長44,000 kmの道路があるが、舗装されているのはそのうち約260kmほどである。首都ンジャメナでは、全てではないものの一部の道路が舗装されている。
主要道路としては、ンジャメナの北にあるマッサコリからンジャメナ、ゲランドン、ボンゴル、ケロを通りムンドゥへ続く、国南西部を南北に貫く舗装道路があるほか、途中で分岐してシャリ川を挟んだンジャメナの対岸にあるカメルーンのクッセリへと向かうルートも存在する。パラとレレを経由してカメルーンに向かう道路の拡張も準備段階にあると言われている。

## 河川交通
2012年の時点で、シャリ川とロゴーヌ川は雨季にのみ航行可能であった。両河川は、国の南からチャド湖に向かって北に流れている。チャド湖とンジャメナの間は通年航行可能である。

## パイプライン
2003年、ドバの油田からカメルーンのクリビ沖合にある石油積み出し基地へ石油を運ぶために、総延長1,070kmのパイプラインが開業した。しかし、『ザ・ワールド・ファクトブック』は、2013年の時点でチャド国内のパイプラインは582kmほどであるとしている。

## 港
内陸国であるため、海に面した港は存在しない。海への主要ルートは以下の通り。
- カメルーンのヌガウンデレまで車で行き、そこからドゥアラまで鉄道で行く。
- ナイジェリアのマイドゥグリまで車で行き、そこからポートハーコートまで鉄道で行く。
- サハラ砂漠を越え、リビアへ陸路で行く。

植民地時代には、中央アフリカ共和国のバンギまで陸路で、その後コンゴ共和国のブラザヴィルまで川船で、以降は鉄道で同国大西洋岸のポワントノワールまで行くルートが一般的であった。しかし、現在このルートはほとんど使用されていない。
スーダンを越えて紅海に向かうルートもあるが、このルートで行われる貿易はほとんどない。
ニジェールへ直接行く方法はほとんどなく、カメルーンとナイジェリアを経由する方が行きやすい。

## 空港
2012年の時点で、チャドには推定58の空港があり、そのうち9つだけが舗装された滑走路を持っていた。 2015年、チャドの定期航空会社は28,332人の乗客を輸送した。

### 舗装された滑走路のある空港
2017年現在、舗装された滑走路のある空港
| 滑走路の長さ                                  | 空港 |
| --------------------------------------------- | ---- |
| 3,047メートル（10,000フィート）以上           | 2    |
| 2,438〜3,047メートル（8,000〜10,000フィート） | 4    |
| 1,524〜2,437メートル（5,000〜8,000フィート）  | 2    |
| 914〜1,524メートル（3,000〜5,000フィート）    | 0    |
| 914メートル（3,000フィート）未満              | 1    |
| 合計                                          | 9    |

- 滑走路が舗装されている空港
  - アベシェ空港
  - ボル空港（英語版）
  - ファヤ・ラルジョー空港（英語版）
  - ムンドゥー空港（英語版）
  - ンジャメナ国際空港
  - サール空港（英語版）

### 舗装されていない滑走路がある空港
2013年現在、舗装されていない滑走路がある空港
| 滑走路の長さ                                  | 空港 |
| --------------------------------------------- | ---- |
| 3,047メートル（10,000フィート）以上           | 1    |
| 2,438〜3,047メートル（8,000〜10,000フィート） | 2    |
| 1,524〜2,437メートル（5,000〜8,000フィート）  | 14   |
| 914〜1,524メートル（3,000〜5,000フィート）    | 22   |
| 914メートル（3,000フィート）未満              | 11   |
| 合計                                          | 50   |

### 航空会社
- トウマイ・エア・チャド

## 運輸省
チャドの政府機関に運輸省がある。同省の下には政令No. 003 / PCE / CTPT / 91で定められている地方代表部が存在し、全国を8の地方代表部が管轄している。その組織と責任は、政令No. 006 / MTPT/ SE / DG / 92で定義されている。各地方代表部の下には、地域道路サービス、地域交通サービス、民間建築地域サービスなどの地域サービスの部門が設置されており、必要に応じて、その他の部門がひとつもしくは複数の代表部に設けられる場合もある。
地方代表部は以下の通り。
- 中央地方代表部 - バタ州、ゲラ州、サラマト州を管轄。本部はモンゴ。
- 中西地方代表部 - シャリ＝バギルミ州とハジェル＝ラミ州を管轄。本部はマッサコリ。
- 北西地方代表部 - カネム州とラク州を管轄。本部はマオ。
- 西地方代表部 - 東マヨ・ケッビ州、西マヨ・ケッビ州、タンジレ州を管轄。本部はボンゴル。
- 東地方代表部 - ワジ・フィラ州とワダイ州を管轄。本部はアベシェ。
- 南東地方代表部 - モワイヤン・シャリ州、マンドゥル州を管轄。本部はサール。
- 南西地方代表部 - ロゴン・オクシデンタル州とロゴン・オリエンタル州を管轄。本部はムンドゥ。
- 北地方代表部 - ボルク州、東エネディ州、西エネディ州、ティベスティ州を管轄。本部はファヤ・ラルジョー。